# Conogonia trucidula
Conogonia trucidula är en insektsart som beskrevs av Gustav Breddin 1903. Conogonia trucidula ingår i släktet Conogonia och familjen dvärgstritar. Inga underarter finns listade i Catalogue of Life.